# 袁褒
袁褒（1499年—1577年），字與之，南直隸蘇州府吳縣人，明朝文人。

## 生平
早年為庠生，入國子監，好讀書，輕財好施，與書畫家王寵友善，王寵家貧，袁褒常向其寬貸，嘉靖七年（1528年）四月向其借出白銀五十兩，晚年卜居桃花塢。與家中兄弟及從兄弟六人並稱「吳門袁氏六俊」。萬曆五年（1577年）卒。

## 著作
著有《東窗筆記》、《括囊稿》。

## 家族
高祖袁以寧；曾祖袁琮；祖父袁敬；伯父袁鼒；父袁鼏。兄袁表、袁褧，弟袁袠，從兄袁袞，從弟袁裘。子袁年。